# Монфокон, Бернар де
Берна́р де Монфоко́н (фр. Bernard de Montfaucon; 16 января 1655, Сулаже — 21 декабря 1741, аббатство Сен-Жермен-де-Пре) — французский филолог и историк, член французской монашеской конгрегации святого Мавра ордена бенедиктинцев. Член Академии надписей и изящной словесности (1719).

## Биография
Состоял на военной службе, принимал участие в Голландской (франко-голландской) войне в 1673 году, но болезнь и семейные обстоятельства побудили его принять монашество, вступить в конгрегацию святого Мавра Бенедиктинского монашеского ордена (ок. 1675—1676 годов). Учёная конгрегация мавристов была известна интересом к сбору, изучению и изданию источников, созданию работ по вспомогательным историческим дисциплинам. Несмотря на то, что научные изыскания мавристов были чаще всего коллективными и анонимными, некоторые представители конгрегации получили известность благодаря своим работам, и в первую очередь это относится к Жану Мабильону и Бернару де Монфокону.
Монфокон заложил основы греческой палеографии как науки, проследив историю греческого письма с древнейших времён до падения Византийской империи. В 1708 году опубликовал фундаментальный труд, более известный под сокращённым названием — «Греческая палеография», где впервые употребил термин «палеография». По словам советского и российского историка науки Льва Клейна, данный труд имеет основополагающее значение для соответствующей исторической дисциплины: «начиная с него эта отрасль стала наукой».
На основе всестороннего анализа многочисленных греческих рукописей в библиотеках Франции и Италии Монфокон наметил принципы исследования и положил начало изучению средневековых греческих рукописных книг, а также исторических актов (документов дипломатического и юридического характера) — дипломов.  Одна из основных его заслуг заключается в том, что он не только сумел тщательно исследовать и классифицировать основные греческие шрифты, но и ввёл новые принципы точной датировки рукописи по её шрифту, его эволюции. 
Описал греческие кодексы коллекции преемника Мазарини канцлера Франции Сегье, унаследованной впоследствии его правнуком, герцогом А. Ш. Камбу дю Куаленом — епископом Меца. Библиотека была сформирована уполномоченными Сегье в Греции, в неё, в частности, вошло значительное собрание рукописей из Афона. Монфокон составил первый указатель известных на то время греческих рукописных коллекций. Издатель сочинений Афанасия Александрийского (Афанасия Великого) и Иоанна Златоуста, автор многотомных работ по истории и археологии. В 1696 году опубликовал отчёт о произведённых его братом Робером Ле Прево (фр. Robert Le Prévôt) раскопках мегалитической могилы с коллективным погребением у Кошереля (современная коммуна Арданкур-Кошерель, Нормандия) с полированными каменными топорами. Это погребение Прево обнаружил в 1685 году случайно при добыче камня для ремонта ворот. Всего там было найдено 20 скелетов с каменными топорами, остатками керамических изделий и массой пепла.
Первые 10 томов своего фундаментального труда «Древность изъяснённая и представленная в рисунках» (Antiquité expliquée et représentée en figures) учёный опубликовал в 1717—1719 годах. О своевременности и необходимости появления такой обобщающей работы свидетельствует то, что 1800 экземпляров издания Монфокона разошлись в течение двух месяцев — случай для XVIII века беспрецедентный. Второе издание вышло в 1722 году, дополнительные пять томов — в 1724-м. В итоге многотомник содержал 40 000 рисунков в первой в истории попытке с наибольшей полнотой отобразить и объяснить известные на тот момент материальные древности. Предназначение своего труда Монфокон видел не только в сугубо научных целях — даже в большей мере он был предназначен для просветительной работы среди широкой публики и для обучения. Монфокон при этом использовал и свой опыт обработки материала из могилы в Кошереле, которую, как и другие подобные памятники, он определял как принадлежащую культуре народа, ещё не научившегося использовать железо.

## Сочинения
- Analecta graeca, sive varia opuscula graeca inedita (Париж, 1688)
- S. Athanasii opera omnia (Париж, 1698)
- Diarium italicum (Париж, 1702)
- Bibliotheca Coisliniana (Париж, 1705)
- Collectio nova patrum graecorum (1706)
- Palaeographia Graeca, sive, De ortu et progressu literarum graecarum (Париж, 1708)
- Bibliotheca Coisliniana, olim Segueriana (Париж, 1715)
- L’antiquité expliquée et representée en figures (т. 1-15, Париж, 1719—1724)
- Les monuments de la monarchie française (т. 1-5, Париж, 1729—1733)
- Sancti patris nostri Ioannis Chrisostomi opera omnia (Париж, 1718—1738; новое доп. изд. 1735—1740)
- Bibliotheca bibliothecarum manuscriptorum nova (т. 1-2, Париж, 1739)